# Elizabeth Parke Custis Law

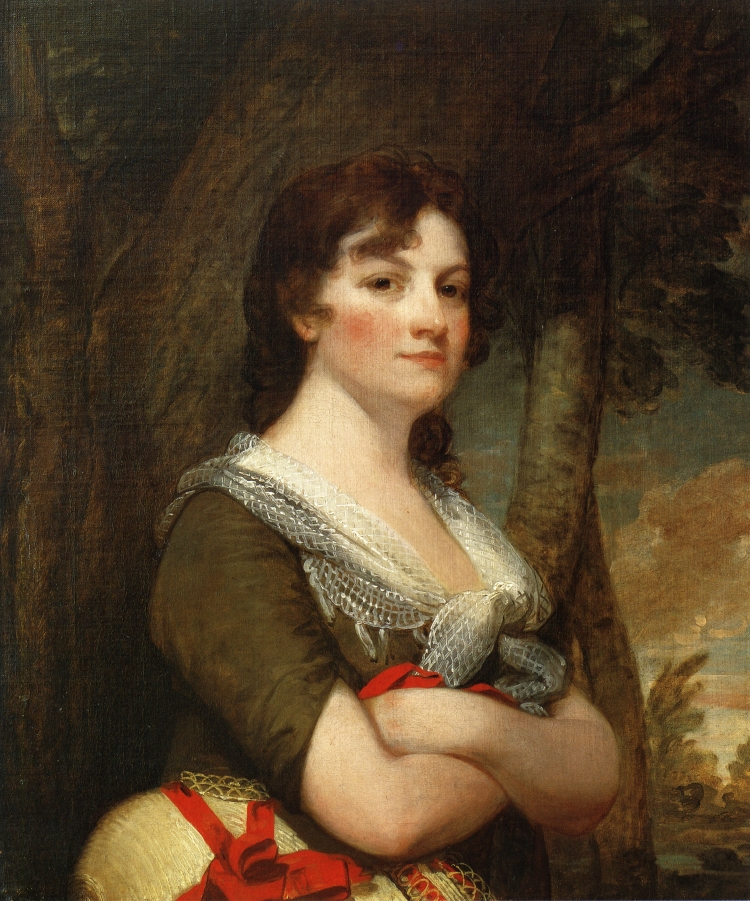
Elizabeth Parke Custis Law

Elizabeth Parke Custis Law (* 21. August 1776; † 31. Dezember 1831 in  Richmond) war eine Enkelin von Martha Washington und Stiefenkelin von George Washington. Sie galt als eine der führenden Damen der Gesellschaft im District of Columbia und widmete sich der Bewahrung des Erbes der Familie Washington.

## Frühe Jahre
Elizabeth war die älteste Tochter von John Parke Custis, dem Sohn von Martha Washington und Stiefsohn von George Washington, und von Eleanor Calvert, der Tochter von Benedict Swingate Calvert und dessen Frau Elizabeth Calvert. Zu ihren Geschwistern gehören Martha Parke Custis Peter (1777–1854), Eleanor Parke Custis Lewis (1779–1852) und George Washington Parke Custis (1781–1857). Innerhalb der Familie wurde sie Betsey, Bett oder Eliza gerufen. Elizabeth war das älteste Enkelkind von George und Martha Washington.
Nach dem Tod ihres Vaters John Parke Custis 1781, heiratete ihre Mutter Eleanor Dr. David Stuart, einen Arzt aus Alexandria. Die zwei älteren Kinder (Elizabeth und Martha) blieben danach bei ihrer Mutter und dem Stiefvater, während die beiden jüngeren Kinder Eleanor und George bei ihren Großeltern George und Martha Washington lebten.

## Heirat und Kinder
Elizabeth heiratete am 20. März 1795 Thomas Law, den Sohn von Edmund Law, Bischof von Carlisle. Die Bekanntgabe kam für die Großeltern, George und Martha Washington, überraschend, zumal Thomas doppelt so alt war wie Elizabeth. Das Paar trennte sich 1804 und ließ sich am 15. Januar 1811 scheiden. Sie hatten eine Tochter, die die Kindheit überlebte:
- Elizabeth Parke Custis Law Rogers (* 19. Januar 1797; † 9. August 1822) ⚭ 15. April 1817 Nicholas Lloyd Rogers

## Sklaven und Besitztümer
George und Martha Washington hatten nicht an der Hochzeit teilnehmen können, aber sie luden das Paar ein die Flitterwochen in Philadelphia im Präsidentschaftssitz zu verbringen. Die First Lady versprach ihr als Hochzeitsgeschenk Oney Judge, eine ihrer Sklavinnen aus dem Präsidentschaftshaushalt. Aber die junge Frau floh, als sie von diesem Plan hörte. Stattdessen wurde Oneys jüngere Schwester Delphy an das Brautpaar weitergereicht. Delphy und ihre Kinder wurden 1807 freigelassen. Mit ihrer Heirat erbte Elizabeth 80 Sklaven aus dem Besitz ihres Vaters, nach dem Tod von Martha Washington 1802 erbte sie noch weitere 35 Mitgift-Sklaven aus Mount Vernon und nach dem Tod ihrer Mutter 1811 folgten noch 40 Custissklaven.

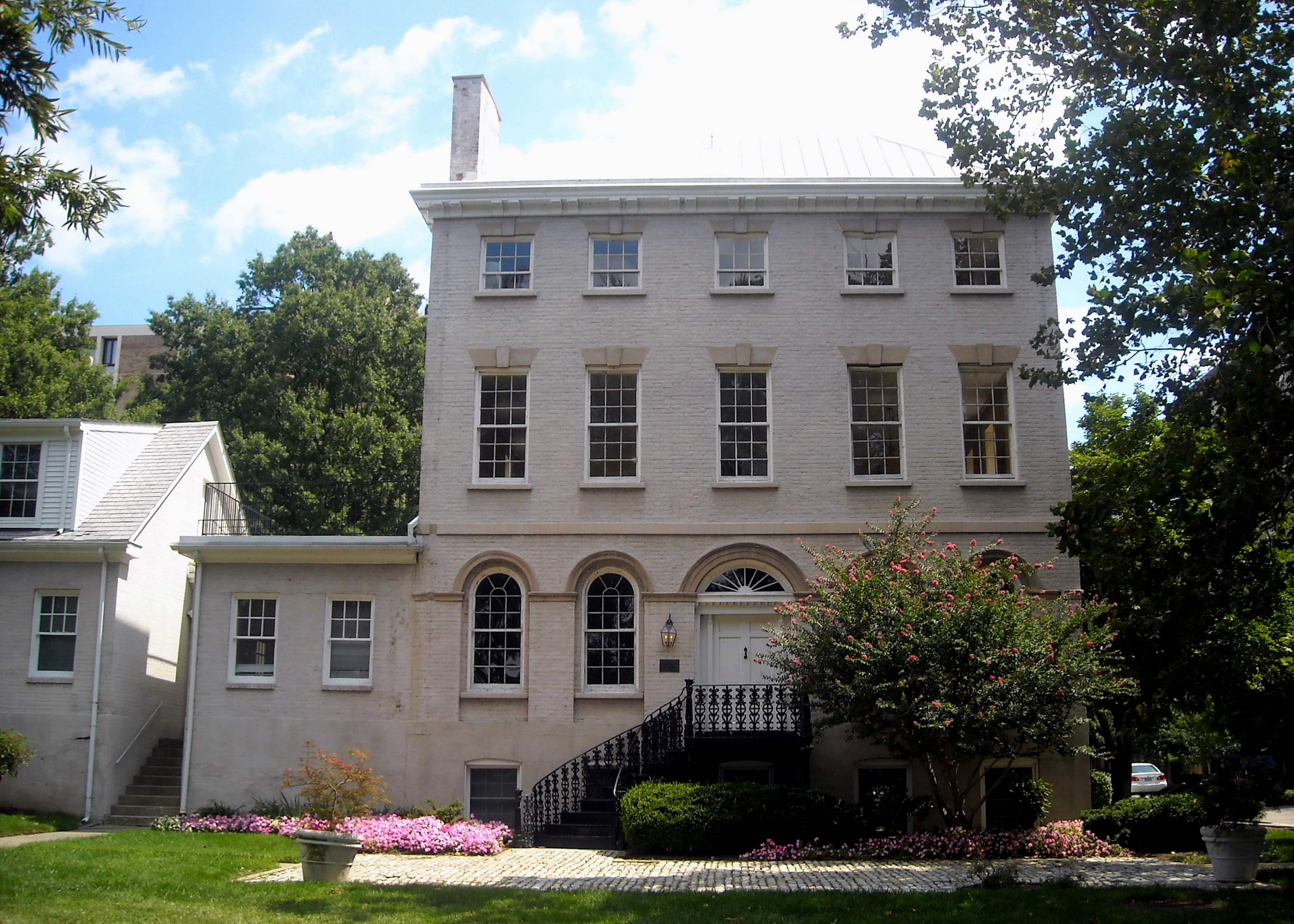
Das Thomas Law House in Washington D.C.

Elizabeth und Thomas bauten 1796 in der Nähe der heutigen 6th und N Straßen im Südwesten Washingtons das sogenannte Thomas Law House. Nach ihrer Trennung wohnte Elisabeth von 1805 bis 1809 in einem „kleinen Landhaus“ und hatte einen Besitz in Seminary Hill in Alexandria, welchen sie Mount Washington nannte.
Mount Washington wurde später das Hauptverwaltungsgebäude der Episcopal High School von Alexandria, in dieser Funktion wurde es als Hoxton House bezeichnet.
Laut dem letzten Willen von Martha Washington von 1802, erhielt Elizabeth John Trumbulls Porträt von General Washington sowie eine Frisierkommode und einen Spiegel.

## Tod
Obwohl ihr Todesdatum gelegentlich mit 1. Januar 1832 angegeben wird, starb Elizabeth Parke Custis Law in Richmond im Haus eines Freundes am Samstagnacht am 31. Dezember 1831, zehn Minuten vor 12 Uhr, so der Nachruf des Richmond Enquirer. Elizabeth wurde in Mount Vernon beigesetzt.